# Ceratonotus vareschii
Ceratonotus vareschii is een eenoogkreeftjessoort uit de familie van de Ancorabolidae. De wetenschappelijke naam van de soort is voor het eerst geldig gepubliceerd in 2006 door George.